# Puchaczów (gemeente)
De gemeente Puchaczów is een landgemeente in het Poolse woiwodschap Lublin, in powiat Łęczyński.
De zetel van de gemeente is in Puchaczów.
Op 30 juni 2004 telde de gemeente 4800 inwoners.

## Oppervlakte gegevens
In 2002 bedroeg de totale oppervlakte van gemeente Puchaczów 91,71 km², waarvan:
- agrarisch gebied: 75%
- bossen: 10%

De gemeente beslaat 14,47% van de totale oppervlakte van de powiat.

## Demografie
Stand op 30 juni 2004:
| Omschrijving                   | Totaal | Totaal | Vrouwen | Vrouwen | Mannen | Mannen |
| ------------------------------ | ------ | ------ | ------- | ------- | ------ | ------ |
| eenheid                        | aantal | %      | aantal  | %       | aantal | %      |
| inwoners                       | 4800   | 100    | 2453    | 51,1    | 2347   | 48,9   |
| bevolkingsdichtheid (inw./km²) | 52,3   | 52,3   | 26,7    | 26,7    | 25,6   | 25,6   |

In 2002 bedroeg het gemiddelde inkomen per inwoner 2144,36 zł.

## Administratieve plaatsen (sołectwo)
Albertów, Bogdanka, Brzeziny, Ciechanki, Ciechanki-Kolonia, Jasieniec, Nadrybie-Dwór, Nadrybie Ukazowe, Nadrybie-Wieś, Ostrówek, Puchaczów, Stara Wieś, Szpica, Turowola, Turowola-Kolonia, Wesołówka, Zawadów.

## Aangrenzende gemeenten
Cyców, Ludwin, Łęczna, Milejów, Siedliszcze